# Unión de extremos mediada por microhomología
La unión de extremos mediada por microhomología (MMEJ), también conocida como unión de extremos no homóloga alternativa (Alt-NHEJ) es una de las vías para reparar roturas de doble hebra en el ADN. La propiedad distintiva más importante de MMEJ es el uso de secuencias microhomólogas durante la alineación de los extremos rotos antes de la unión, lo que da como resultado deleciones que flanquean la rotura original. La MMEJ se asocia con frecuencia con anomalías cromosómicas como deleciones, translocaciones, inversiones y otros reordenamientos complejos.
Existen múltiples vías para reparar roturas de doble hebra, principalmente unión de extremos no homólogos (NHEJ), recombinación homóloga (HR) y MMEJ. El NHEJ une directamente ambos extremos de la rotura de la doble hebra y es relativamente preciso, aunque a veces se producen pequeñas inserciones o deleciones (generalmente menos de unos pocos nucleótidos). La HR recombinación homóloga es muy precisa y utiliza la cromátida hermana como plantilla para una reparación precisa del DSB. La MMEJ se distingue de estos otros mecanismos de reparación por el uso de secuencias microhomólogas para alinear las hebras rotas. Esto da como resultado eliminaciones frecuentes y ocasionalmente inserciones que son mucho más grandes que las producidas por NHEJ. MMEJ es completamente independiente del NHEJ clásico y no se basa en factores centrales del NHEJ como la proteína Ku, la DNA-PK o la ligasa IV.
En MMEJ, la reparación del DSB se inicia mediante la resección del extremo por la nucleasa MRE, dejando protuberancias monocatenarias. Estos salientes monocatenarios se aparean en microhomologías, que son regiones cortas de complementariedad, a menudo de 5 a 25 pares de bases, entre las dos cadenas. Una forma especializada de MMEJ, llamada unión de extremos mediada por polimerasa teta (TMEJ), es capaz de reparar roturas utilizando ≥1 pb de homología. El dominio helicasa de la ADN polimerasa theta posee actividad de hibridación monocatenaria dependiente de ATP y puede promover la hibridación de microhomologías. Después de la hibridación, las bases colgantes (colgajos) se eliminan mediante nucleasas como Fen1 y los huecos se rellenan con ADN polimerasa teta. Esta capacidad de relleno de huecos de la polimerasa teta ayuda a estabilizar el recocido de los extremos con una complementariedad mínima. Además de las huellas de microhomología, la firma mutacional de la polimerasa theta también consta de inserciones con plantilla (infrecuentes), que se cree que son el resultado de una extensión dependiente de la plantilla abortada, seguida de un reasociamiento en secuencias homólogas secundarias. 

## Regulación del ciclo celular
La reparación de la MMEJ es baja en la fase G0/G1, pero aumenta durante la fase S y la fase G2 del ciclo celular. En contraste, NHEJ opera durante todo el ciclo celular, y la recombinación homóloga (HR) opera solo en S y G2 tardíos.

## Elección de la vía de reparación de rotura de doble hebra
La elección de qué vía se utiliza para la reparación de roturas de doble hebra es compleja. En la mayoría de los casos, la MMEJ representa una proporción menor (10%) de reparación de rotura de doble hebra, más probablemente en los casos en los que se reseca la rotura de doble hebra, pero una cromátida hermana no está disponible para la recombinación homóloga. Las células que son deficientes en NHEJ clásico o HR muestran típicamente un aumento de la MMEJ. Los factores de recombinación homólogos humanos suprimen el MMEJ mutagénico después de la resección de rotura de doble hebra.

## Genes requeridos
Un sistema de ensayo bioquímico muestra que se requieren al menos 6 genes para la unión de extremos mediada por microhomología: FEN1, Ligasa III, MRE11, NBS1, PARP1 y XRCC1. Los seis de estos genes están regulados positivamente en uno o más cánceres. En los seres humanos, la ADN polimerasa teta, codificada por el gen POLQ, juega un papel central en la unión de extremos mediada por microhomología. La polimerasa teta utiliza su dominio helicasa para desplazar la proteína de replicación A (RPA) de los extremos del ADN y promover el recocido de microhomología. La polimerasa teta también usa su actividad polimerasa para realizar la síntesis de relleno, lo que ayuda a estabilizar los extremos emparejados.

## En cáncer
Aproximadamente la mitad de todos los cánceres de ovario son deficientes en recombinación homóloga (HR). Estos tumores deficientes en HR regulan positivamente la polimerasa theta (POLQ), lo que da como resultado un aumento de la MMEJ. Estos tumores dependen en gran medida de la MMEJ, por lo que la eliminación de la polimerasa theta da como resultado una letalidad sustancial. En la mayoría de los tipos de células, la MMEJ hace una contribución menor a la reparación de roturas de doble hebra. La hiperdependencia de los tumores deficientes en HR sobre la MMEJ puede representar un posible objetivo farmacológico para el tratamiento del cáncer.
La MMEJ siempre implica inserciones o deleciones, por lo que es una vía mutagénica. Las células con la MMEJ aumentada pueden tener una mayor inestabilidad genómica y una predisposición al desarrollo de cáncer, aunque esto no se ha demostrado directamente.

## En un crustáceo
El penaeus monodon es un crustáceo marino muy consumido por su valor nutricional. La reparación de roturas de doble hebra en este organismo puede ocurrir por HRR, pero NHEJ es indetectable. Si bien la HRR parece ser la principal vía de reparación de roturas de doble hebra, también se descubrió que MMEJ desempeña un papel importante en la reparación de roturas de doble hebra del ADN. 